# Узденов, Альберт Магометович
Альберт Магометович Узденов (карач.-балк. Альберт Махаметни джашы Ёзденлени; род. 5 апреля 1956, Задарья, Южно-Казахстанская область) — карачаевский композитор,  бард, поэт, прозаик, драматург, автор и исполнитель более 800 песен,  Народный артист РФ,Народный артист Кабардино-Балкарской республики, Народный артист КЧР, Народный поэт КЧР, обладатель почётных званий и премий республик Северного Кавказа, член Союза писателей СССР и  (России), член Союза журналистов России, кандидат педагогических наук. В его честь звезда в созвездии Овна названа «Альберт Узденов». Занимался педагогической деятельностью.

## Биография
Родился 5 апреля 1957 года в пос. Задарья Арысского района Южно-Казахстанской области.
- 1963—1971 учился в Хурзукской средней школе.
- 1971—1975 учился на ветеринарном отделении Первомайского совхоз-техникума.
- 1976—1978 служил в армии.
- 1979—1983 учился в КЧГПУ им. У. Д. Алиева, совмещая учёбу с работой в качестве солиста-вокалиста в ансамбле «Алания» Карачаевского РДК и ансамбле «Домбай» Карачаевского ГДК.
- 1991 — вступил в Союз писателей СССР.
- 1991 — присвоено почётное звание «Заслуженный работник культуры КБР».
- 1996 — присвоено почетное звание «Заслуженный артист РФ»
- 1998 — стал Лауреатом Государственной премии КЧР имени У. Алиева
- 1999 — присвоено почётное звание «Народный поэт КЧР».
- 2003 — защитил кандидатскую диссертацию по педагогике.
- 2007 — присвоено почётное звание «Народный артист КЧР».
- 2007 — именем «Альберт Узденов» названа звезда в созвездии «Овна»
- 2008 — Заслуженный деятель искусств Республики Ингушетия.
- 2009 — избран Членом-корреспондентом Международной Академии творчества.
- 2010 — избран действительным членом-академиком Общественной академии наук, культуры, образования и бизнеса Кавказа.
- май 2001 — апрель 2011 — заместитель Министра культуры КЧР
- 2022 — Народный артист России[1].

## Творческая деятельность
Расцвет авторского творчества пришелся на годы его учёбы в Карачаево-Черкесском государственном педагогическом университете. Каждая его новая песня становилась популярной и разлеталась в пластинках местных студий грамзаписи и на магнитофонных лентах. Песни эти стали записывать Карачаево-Черкесское и Кабардино-Балкарское радио и телевидение. В течение ряда лет радио и телевидение обоих республик получали заказы на исполнение песен А. Узденова, количеством значительно превосходящим заявки на исполнение произведений других авторов.
В 1985 году Узденов А. М. стал Лауреатом Всесоюзного смотра народного творчества, посвященного 40-летию Великой Победы. Он дипломант Всесоюзного фестиваля авторской песни «Саратов — 86». Неоднократный победитель зональных конкурсов авторской песни.
А. М. Узденову было присвоено звание Лауреата премии комсомола КЧР. Выступал в США, Турции, Казахстане.
Является автором семи поэтических сборников, один из которых — «Петля» — в 1990 году издан в США. Глубокое знание языка, умение тонко и чутко использовать его богатства, высокая художественность и образность, своеобразное восприятие окружающего мира делают его кумиром широкой читательской аудитории.
Ведет большую работу по выявлению и поддержке юных талантов.

## Песни
- «Тау къушну уясы»
- «Къара суучукъ»
- «Алгъыш»
- «Турнала»
- «Къобан»
- «Хурзук элим»
- «Учкулан»
- «Чакъырады Къартджурт»
- «Чекчи джашны джыры»
- «Тас этме джазынгы»
- «Чолпан»
- «Къарт атамы осияты»
- «Къарачай»
- «Джаным къурман болсун Малкъаргъа!»
- «Шоркъа суучукъ»
- «Мен сюймейме»
- «Джолоучу»
- «Акъчепкен»
- «Не хайыр?»
- «Тюеле»
- «Джырларым» и пр.

## Семья
Жена Венера Магомедовна, дочь Карабашева Фатима (член Союза писателей России) и двое сыновей: Рустам (член Союза писателей России, член Русского географического общества) и Шамиль (член Союза писателей России).
Шамиль Узденов является самым молодым членом Союза Писателей РФ на момент вступления.

## Оценка
Творчество Альберта Узденова — реформа в карачаево-балкарской песенной мелодике и стихосложении. Некоторые его песни переведены на русский, турецкий, арабский, английский, казахский языки. Много песен создано им и на русском языке. Толчком к этому послужила лирика таких известных поэтов, как Б. Пастернака, Н. Гумилёва, К. Бальмонта, А. Тарковского, Е. Евтушенко, Н. Рубцова, Г. Горбовского, В. Смирнова, С. Агальцева, Ю. Созарукова и других.

## Награды
1. Медаль «Лауреат Всесоюзного смотра» — 1985
2. Диплом Союза композиторов СССР — 1987
3. Почетная грамота ЦК ВЛКСМ — 1987
4. Почетная грамота ЦК ВЛКСМ — 1988
5. Диплом «Лауреат 1-го Зонального фестиваля авторской песни» — 1987
6. Диплом «Лауреат 2-го зонального фестиваля авторской песни» — 1988
7. Диплом «Лауреат премии комсомола Карачаево-Черкесии» — 1989
8. Специальная премия А. К. В. А. (США) 1990
9. Специальная премия «DERNEK» (Турция) — 1992
10. Благодарность ФНКА России — 2003
11. Медаль «За личный вклад в восстановление мира и согласия на Кавказе» — 2005
12. Медаль «За мир и гуманизм на Кавказе» 2006
13. Диплом 1-го Межрегионального фестиваля военной песни «Наследники Победы» — 2006
14. Почетная грамота Начальника Пограничного Управления ФСБ России по КЧР — 2006
15. Почетная грамота Народного Собрания (Парламента) КЧР — 2007
16. Орден «За веру и верность» — 2007
17. Медаль «За вклад в развитие российской экономики» — 2007
18. Медаль «За восстановление мира и согласие на Кавказе» — 2007
19. Медаль «За мир и гуманизм на Кавказе» — 2008
20. Медаль «За службу на Северном Кавказе» — 2008
21. Медаль «20 лет вывода Советских войск из Афганистана» — 2009
22. Медаль «В память 200-летия со дня вхождения Абхазии в состав Российской Империи» — 2010
23. Медаль «За заслуги» — 2010
24. Медаль «Кязим Мечиев» — 2010
25. Медаль «Исмаил Семенов» — 2011
26. Народный артист России — 2021